# سعادت (فیلم ۱۹۹۷)
سعادت (به انگلیسی: Bliss) فیلمی در ژانر درام، رومانتیک و اروتیک به نویسندگی و کارگردانی لنس یانگ با بازی شریل لی، کریگ شفر و ترنس استامپ محصول سال ۱۹۹۷ ایالات متحده آمریکا است.
سعادت اولین کار لنس یانگ محسوب می‌شود. این فیلم در افتتاحیه جشنواره بین‌المللی فیلم سان فرانسیسکو به نمایش درآمد.
برای این فیلم، شریل لی در زمینه روانشناسی تحقیق کرد و در یک کارگاه جنسی تانتریک شرکت نمود تا برای نقش «ماریا» آماده شود. کریگ شفر پس از توصیه «لی تیلور یانگ» به برادرش لنس یانگ، به عنوان شخصیت اصلی این فیلم استخدام شد.
راجر ایبرت  منتقد آمریکایی معتقد است بازیگران این فیلم به‌طور شگفت‌انگیزی توانسته‌اند، حق یک فیلمنامه خوب را ادا کنند.

## داستان فیلم
«جوزف» مهندس عمران، قصد ازدواج با «ماریا» را دارد؛ ولی به‌خاطر وسواس و عصبانیت ماریا، کمی مشکوک است.
۶ ماه بعد، آنها به دیدن «آلفرد» روانپزشک می‌روند؛ و جوزف از وسواس ماریا در خانه و زنگ زدن بیش از اندازه به محل کارش می‌گوید؛ و ماریا فاش می‌سازد که در این مدت با جوزف به ارگاسم نرسیده‌است و تاکیید می‌کند، که تنها با جوزف ارضاء نشده‌است؛ و تنها به خاطر علاقه و آسیب ندیدن جوزف، همیشه در حال تظاهر بوده‌است.
جوزف سر کار و در ساختمان نیمه کاره محله «هینتون»، صحنه ای عجیب مشاهده می‌کند. او دخترانی را می‌بیند که منظم و پیوسته به خانه‌ای در رفت و آمد هستند؛ که با مالک آپارتمان رابطه جنسی دارند. بالاخره روزی ماریا را در خانه همسایه می‌بیند و با دنبال کردن او و شنیدن صدای رابطه جنسی، به خیانت زنش پی می‌برد.
با صحبت با آلفرد، متوجه می‌شود مالک آن خانه، دکتر «بالتازار وینسنزا» یک سکس درمانگر است؛ که در پرونده قضایی اش هیچ شاکی خصوصی وجود ندارد. جوزف او را تهدید می‌کند که از زنش فاصله بگیرد و ماجرا را با ماریا در میان می‌گذارد؛ و با انکار او رو به رو می‌شود. جوزف با تعقیب، متوجه می‌شود دخترانی که به خانه پروفسور دررفت و آمد هستند، همگی خانواده دار و متأهل هستند.
بالتازار خود را دشمن جوزف نمی‌داند؛ و معتقد است هدف از راطه جنسی، ارضاء شدن نیست و سکس آگاهانهٔ جسمی و روحی که به خوشی زیاد منجر شود، می‌تواند درمان بخش باشد و اگر او نتواند ماریا را ارضاء کند، روزی فرا می‌رسد، که ماریا به جوزف خیانت کند. بالتازار به جوزف می‌گوید، که ماریا ۷ سال با ۳ درمانگر تحت درمان بوده و معالجه نشده‌است؛ او از جوزف قول می‌گیرد در صورتی که در طول درمان، به ماریا نزدیکی نکند و ماریا متوجه رابطه با او با جوزف نشود، راه درمان ماریا را به جوزف آموزش دهد. جوزف تحت آموزش قرار می‌گیرد و ۴ مرحله از ۹مرحله را موفقیت‌آمیز، پشت سر می‌گذارد. اما وقتی در هنگام عشق بازی، ماریا او را به تخت می‌بندد، نمی‌تواند به قولش به بالتازار عمل کند و ارضاء می‌شود؛ و از طرفی ماریا نیز او را که در حال رفتن پیش بالتازار است، می‌بیند.
در شروع مرحله پنجم، ماریا با ترس و فوبیا درونش رو به رو می‌شود؛ او در هنگام سکس، تشنج می‌کند و جوزف را در قامت پدر خود می‌بیند؛ که از ۵ سالگی تا نوجوانی به او تجاوز می‌کرده‌است. ماریا به یکباره درخواست جدایی می‌دهد و از جوزف می‌خواهد که خانه را ترک کند. جوزف در سوئیتی مستقر می‌شود ولی درمان ماریا به کمک بالتازار و آلفرد ادامه پیدا می‌کند. ماریا که عاشق جوزف است، پس از طی مراحل روانشناسی و درمان، جوزف را در خانه می‌پذیرد.